# Todanan (plaats)
Todanan is een bestuurslaag in het regentschap Blora van de provincie Midden-Java, Indonesië. Todanan telt 4959 inwoners (volkstelling 2010).